# 奎蒂瓦 (亞卡省)
奎蒂瓦是哥倫比亞的城鎮，位於該國東北部，由博亞卡省負責管轄，距離首府通哈85公里，始建於1550年1月19日，面積43平方公里，海拔高度2,895米，2005年人口1,969。
5°35′N 72°58′W / 5.583°N 72.967°W